# Gregorio Sablan

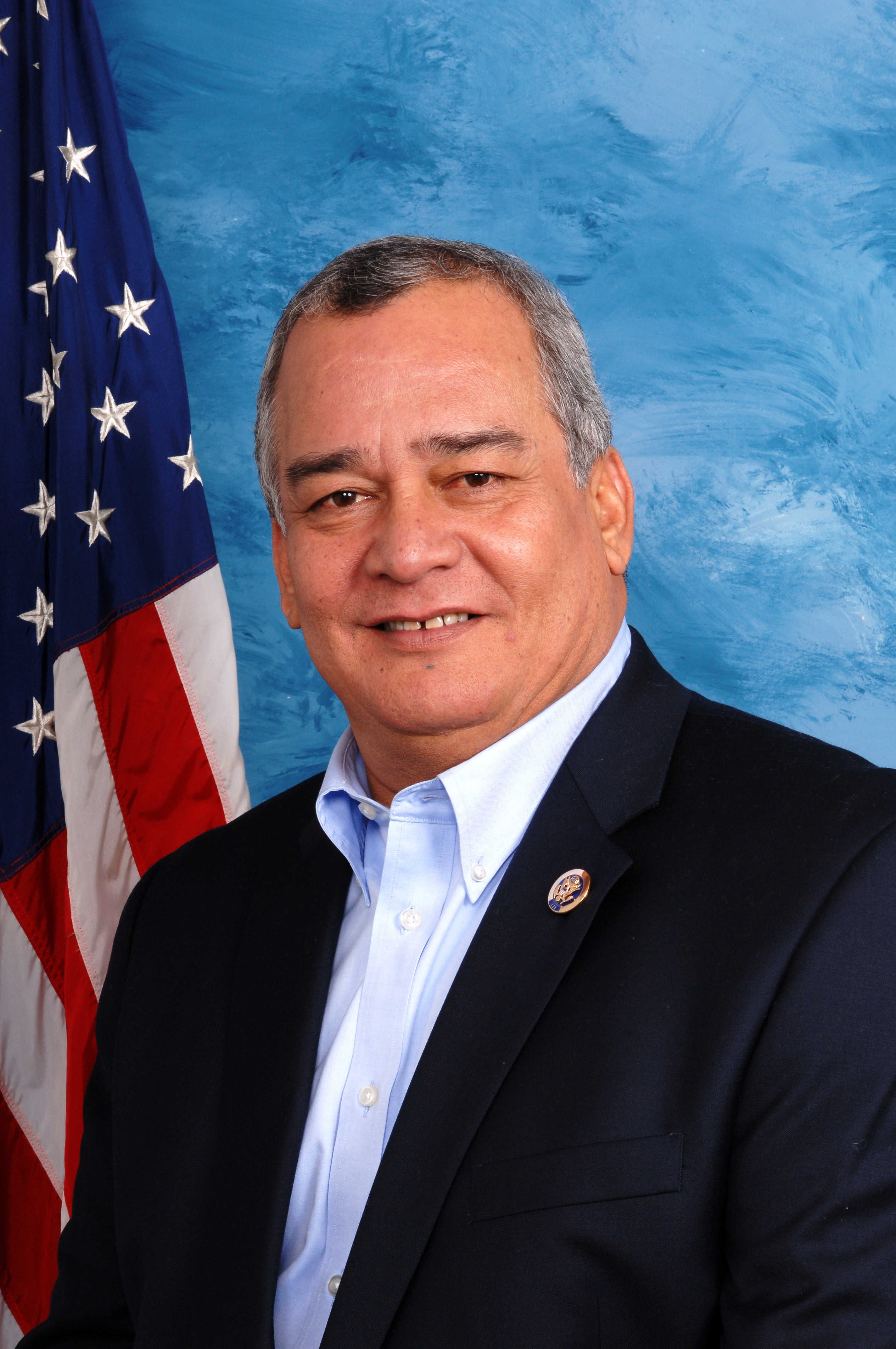
Gregorio Sablan (2019)

Gregorio Kilili Camacho Sablan (* 19. Januar 1955 in Saipan, Nördliche Marianen) ist ein US-amerikanischer Politiker der Demokratischen Partei. Von Januar 2009 bis Januar 2025 vertrat er die Nördlichen Marianen als nicht stimmberechtigter Delegierter im Repräsentantenhaus der Vereinigten Staaten.

## Privatleben
Gregorio Sablan besuchte die Schulen und High Schools seiner Heimat. Danach studierte er an der University of Guam, der University of California in Berkeley und der University of Hawaiʻi at Mānoa. Zwischen 1981 und 1986 diente er in der United States Army. Ende der 1980er Jahre arbeitete er für den US-Senator Daniel Inouye aus Hawaii.
Mit seiner Frau Andrea hat er sechs Kinder.

## Politik
Zwischen 1982 und 1986 saß er im Abgeordnetenhaus der Nördlichen Marianen. In den folgenden Jahren war er Berater der Territorialgouverneure Pedro Tenorio und Froilan Tenorio.
Im Jahr 2008 wurde den Nördlichen Marianen ein offizieller nicht stimmberechtigter Kongressdelegierter zugestanden. Bis dahin gab es nur einen Vertreter, der den Titel Resident Representative trug; diese Funktion hatte Sablan bis dahin ausgeübt. Bei den folgenden Wahlen am 4. November 2008 wurde er als unabhängiger Kandidat in sein neues Amt gewählt. Am 3. Januar 2009 trat er sein Mandat im Kongress in Washington, D.C. an. Bereits am 23. Februar desselben Jahres wurde er Mitglied der Demokratischen Partei. Nach bisher sechs Wiederwahlen in den Jahren 2010 bis 2020 kann er sein Amt bis heute ausüben. Sein aktuell siebte Legislaturperiode im Repräsentantenhaus des 117. Kongresses läuft noch bis zum 3. Januar 2023.
Bei den Wahlen 2022 traten keine Bewerber, außer Sablan für diesen Sitz an, so dass er 2022 ebenfalls mit 100 % wiedergewählt wurde und damit auch im Repräsentantenhaus des 118. Kongresses vertreten sein wird. Nachdem er mit acht genomes Wahlen der Politiker der nördlichen Marianen war, der die meisten Wahlen gewann, kündigte er im Januar 2024 an, dass er 2024 nicht erneut antrete.

### Ausschüsse
Er war zuletzt Mitglied in folgenden Ausschüssen des Repräsentantenhauses:
- Committee on Agriculture
  - Nutrition, Oversight, and Department Operations
- Committee on Education and Labor
  - Early Childhood, Elementary, and Secondary Education (Vorsitz)
- Committee on Natural Resources
  - National Parks, Forests, and Public Lands
- Committee on Veterans’ Affairs
  - Health

Des Weiteren war er noch Mitglied in 55 Caucuses.